# Spathichlamys
Spathichlamys é um género botânico pertencente à família Rubiaceae.

## Espécies
- Spathichlamys oblonga

1. ↑  «Spathichlamys — World Flora Online». www.worldfloraonline.org. Consultado em 19 de agosto de 2020